# Communauté de communes du pays d'Aire
La communauté de communes du pays d'Aire était une communauté de communes française, située dans le département du Pas-de-Calais et la région Nord-Pas-de-Calais, arrondissement de Saint-Omer.

## Historique
La communauté de communes a été créée en avril 2000, par transformation d'un district créé en 1971 et qui regroupait à l'origine les communes d'Aire, Racquinghem et Wittes, rejointes en 1973 par Roquetoire et Quiestède.
En 2014, un processus d'adhésion à la  communauté d'agglomération de Saint-Omer de la commune de Racquinghem, jusqu'alors membre de la communauté de communes du pays d'Aire, a été engagé en 2014 et devrait aboutir mi-2015. La commune est officiellement rattachée à la CASO en septembre 2015.

## Territoire communautaire

### Géographie
Ce territoire recouvre en partie une des grandes entités paysagères retenues par l'Atlas régional des paysages du Nord/Pas-de-Calais de 2008.

### Composition
Le pays d'Aire  regroupe quatre communes :
| Nom             | Code Insee | Gentilé       | Superficie (km2) | Population (dernière pop. légale) | Densité (hab./km2) |
| --------------- | ---------- | ------------- | ---------------- | --------------------------------- | ------------------ |
| Aire-sur-la-Lys | 62014      | Airois        | 33,38            | 9 900 (2014)                      | 297                |
| Quiestède       | 62681      | Quiestédois   | 2,83             | 620 (2014)                        | 219                |
| Roquetoire      | 62721      | Roquestoriens | 10,71            | 1 925 (2014)                      | 180                |
| Wittes          | 62901      | Wittois       | 3,92             | 859 (2014)                        | 219                |

## Administration

### Siège
Le siège de l'intercommunalité est à Aire-sur-la-Lys.

### Élus
La communauté de communes est administrée par son Conseil communautaire, composé de 27 conseillers municipaux représentant les 5 communes membres.
Le Conseil communautaire du 10 avril 2014 a réélu son président, Jean-Claude Dissaux, maire d'Aire-sur-la-Lys, et désigné ses vice-présidents, qui sont : 
1. Bernard Idzik, maire de Racquinghem, chargé des affaires économiques ;
2. Michel Hermant, maire de Roquetoire, chargé des déchets, du haut débit, de la prospective financière, des services publics en milieu rural… ;
3. Pascal Danvin, premier maire-adjoint de Wittes, chargé de l'environnement, de la lutte contre les inondations, de la défense des milieux aquatiques ;
4. Alain Tellier, maire de Quiestède, chargé de la culture, du sport et du tourisme ;
5. Daniel Marquant, chargé des finances et du budget ;
6. Florence Wozny, chargée de l'enfance, de la jeunesse, des affaires sociales>[6].

### Liste des présidents
| Période                                  | Période                      | Identité            | Étiquette | Qualité                                                                                       |
| ---------------------------------------- | ---------------------------- | ------------------- | --------- | --------------------------------------------------------------------------------------------- |
| Les données manquantes sont à compléter. |                              |                     |           |                                                                                               |
| 2008                                     | En cours (au 6 février 2015) | Jean-Claude Dissaux |           | Maire d'Aire-sur-la-Lys (2008 → ) Conseiller général (2008 → ) Réélu pour le mandat 2014-2020 |

Ensemble, ils constituent le bureau communautaire pour le mandat 2014-2020.

### Compétences
L'intercommunalité exerce les compétences qui lui sont déléguées par les communes membres0

### Régime fiscal et budget
L'intercommunalité est financée par une fiscalité qui s'ajoute aux impôts locaux payés par les contribuables locaux, ainsi qu'une fiscalité professionnelle de zone, payée par les entreprises implantées sur des zones d'activité communautaires.